# دائرة عوف
دائرة عوف هي إحدى دوائر ولاية معسكر الجزائرية.